# Rautiosaaret
Rautiosaaret är öar i Finland. De ligger i sjön Iisvesi, Virmasvesi och Rasvanki och i kommunen Kuopio i den ekonomiska regionen  Kuopio ekonomiska region och landskapet Norra Savolax, i den centrala delen av landet, 300 km norr om huvudstaden Helsingfors. Arean för den av öarna koordinaterna pekar på är 3,7 hektar och dess största längd är 290 meter i nord-sydlig riktning. Den andra ön är något mindre och belägen norr därom.